# パラフ (小惑星)
パラフ (1834 Palach) は、小惑星帯の小惑星。チェコスロバキア（当時）の天文学者ルボシュ・コホーテクがドイツのベルゲドルフで発見した。
1969年1月にソ連のチェコスロバキア侵攻および占領に抗議して焼身自殺した大学生、ヤン・パラフ (Jan Palach) から命名された。